# Gerda Meyerson
Gerda Teresa Meyerson, född 1 februari 1866 i Stockholm, död där 18 juli 1929, var en svensk filantrop och författare.
Gerda Meyerson var dotter till bankdirektör Herman Meyerson och Betty Hirsch (släkten Hirsch) samt tvillingsyster till Agda Meyerson. Hon genomgick Åhlinska skolan i Stockholm och bedrev sedan studier i Dresden.
Socialt arbete blev hon tidigt intresserad av och strävade framför allt efter att förbättra bostadsförhållandena för den kvinnliga delen av arbetarklassen. År 1898 grundade hon Föreningen Hemmet för arbeterskor, och var sekreterare där 1910–1929. 
Centralförbundet för socialt arbete (CSA) var hon också initiativtagare till och var dess sekreterare 1903–1906. Hon tillhörde styrelsen 1903–1921.
År 1921 tog hon del i grundandet av Sveriges förening för dövas väl. Själv hade hon också nedsatt hörsel. Hon var föreningens sekreterare 1921–1929.
1924 utgav hon pjäsen Bara flickor.
År 1909 studerade hon för Stockholms Dagblad dansk, tysk och schweizisk yrkesinspektion och kvinnlig polistjänst. Hon var redaktör för tidskriften Vita bandet och höll ett sommarhem för arbeterskor på Värmdön. Hon tog starka intryck av kristendomen, särskilt Natanael Beskow. Hon publicerade böcker och artiklar i sociala ämnen och om kvinnors, framför allt sina samtida arbeterskors, villkor.

### Barnböcker
- I jullofvet : berättelser för barn. Stockholm: F. & G. Beijer. 1889. Libris 1624877
- Flickor emellan : berättelse för ungdom. Stockholm: Looström. 1890. Libris 17382140. http://hdl.handle.net/2077/51824
- Port-Stina : berättelse. Stockholm: Bonnier. 1893. Libris 8jm4vk2g62w6lr08. http://hdl.handle.net/2077/58106